# 隆坪乡
隆坪乡，是中华人民共和国江西省赣州市兴国县下辖的一个乡镇级行政单位。

## 行政区划
隆坪乡下辖以下地区：
隆坪村、吾立村、牛迳村、兰溪村、咸潭村、龙下村、高园村和鳌源村。